# 銀都路
銀都路是中華人民共和國上海市閔行區的一條東西走向道路，西至松江界嘉閔高架路與銀都西路相連，東至黃浦江邊，全長4.1公里。道路由閔行城投建設，1999年6月動工，同年12月竣工。
银都路于景东路东侧建有银都路隧道，东接浦江镇芦恒路。全长3.8公里，建设浦业路及龙吴路匝道。該隧道可以分担徐浦大桥车流。隧道於2019年12月25日正式開工建設，2024年12月27日晚10时通车。

## 主要交汇道路（由东向西）
- 望月路
- 龙吴路
- 孝民路
- 景东路
- 景洪路
- 虹梅南路（虹梅高架路）
- 老沪闵路
- 景西路
- 务本路
- 莲花南路
- 都庄路
- 沪金高速
- 都市路
- 沪闵公路
- 春东路
- 春光路
- 春中路
- 中春路
- 春西路
- 航松路（ 嘉闵高架路）接银都西路

## 轨道交通
- 虹梅南路口：15虹梅南路站
- 景西路口：15景西路站
- 沪闵公路口：5-嘉闵银都路站